# Michael Learns to Rock
Michael Learns to Rock (MLTR) ist eine dänische Softrock-Band. Sie wurde 1988 gegründet und verkaufte weltweit mehr als neun Millionen Alben. Dabei sind sie hauptsächlich im asiatischen Raum erfolgreich. Bisher veröffentlichten sie neun Studioalben.

## Geschichte
Jascha Richter (Gesang, Keyboard) und Kåre Wanscher (Schlagzeug) besuchten die High School in Aarhus, als sie 1987 einen Auftritt von Gitarrist Mikkel Lentz mit dessen damaliger Band Rocking Studs sahen und ihn baten, mit ihnen eine Band zu gründen. Ein Jahr später stieß Bass-Spieler Søren Madsen dazu.
Die Gruppe hatte ihren ersten Auftritt im Mai 1988 in Aarhus, wo sie den ersten Platz einer lokalen, jährlichen Talent-Show erreichten. In einem Interview räumte Richter ein, dass sie sich nach Michael Jackson benannte:

„Ja, es war wie Johnny Hates Jazz und Frankie Goes to Hollywood. Klar, ich habe es viele Male bedauert, aber wir waren erfolgreich, so mussten wir uns schnell entscheiden, und im Laufe der Zeit hatte ich mich an den Namen gewöhnt.“

Ein Mitglied der Jury des Wettbewerbs, JP Anderson, wurde anschließend Manager der Band. MLTR spielten bereits viele Liveauftritte, bevor im September 1991 ihr gleichnamiges Debüt-Album Michael Learns to Rock auf den Markt kam.
Im Jahr 1993 erschien das Album Colours, welches sich über 1 Million Mal verkaufte. Es enthielt die Singles Sleeping Child, 25 Minutes und Out of the Blue. Außerdem tourte die Gruppe zum ersten Mal in Asien. Zwei Jahre später kam MLTRs drittes Album, Played On Pepper, von dem 1,2 Millionen Einheiten verkauft wurden und die Gruppe spielte 25 Shows in 10 Ländern. Hits aus diesem Album waren That’s Why (You Go Away) und Someday.
Das Album Paint My Love erschien im Jahr 1996 und 3,4 Millionen Exemplare wurden verkauft. Die Band wurde als Headliner für das Celebrate Hong Kong-Konzert am 6. Juli 1997 ausgewählt, für die Übertragung von Hongkong von Großbritannien nach China. Ihr viertes Studio-Album Nothing to lose kam im September 1997.
Bald danach nahmen sich die MLTR-Mitglieder eine Pause, um Zeit mit ihren Familien zu verbringen und sich Soloprojekten zu widmen. Auch schrieb Richter einige neue Songs, und die Band-Hymne Strange Foreign Beauty wurde 1998 zu einem Greatest-Hits-Album hinzugefügt.
Im Jahr 2000 entschied sich Søren Madsen, die Gruppe für eine Solo-Karriere zu verlassen, die drei übrigen Mitglieder produzierten das Album Blue Night, das in Dänemark Platin-Status erreichte und sich auch in Asien gut verkaufte. Die Band führte ihren Erfolg in Asien zurück auf ein sauberes, lebendiges Bild und Gesang in Englisch als zweite Sprache und die Tatsache, dass ihre Texte relativ leicht zu erlernen und zu singen sind.
Nach dem Release von Blue Night machte die Band eine längere Pause, die Jascha Richter zur Arbeit an seinem Solo-Album Planet Blue nutzte. Die Bandmitglieder gaben später zu, dass sie während dieser Zeit sogar die Auflösung erwogen, aber letztlich entschieden sie sich dagegen, nach ihrem Erfolg mit ihrem Greatest Hits-Album. Bis zum Jahr 2004 kam die Band wieder für ein weiteres Album zusammen. 
Take Me To Your Heart (2004) konzentrierte sich auf den asiatischen Markt. Die Single Take Me To Your Heart war ein Remake von Jacky Cheungs Goodbye Kiss (吻别) und beliebt in China, Hongkong, Vietnam und Taiwan. MLTR sang ein englisches und chinesisches Duett von Take Me To Your Heart mit dem chinesischen Sänger Yanbin Hu (Anson Hu) auf einer Neujahrsparty 2005 in Guangzhou, China. Auch eine Duett-Version des Liedes mit dem südkoreanischen Star Shin Hye-sung von der Boyband Shinhwa wurde aufgenommen.

## Diskografie

### Studioalben
- 1991: Michael Learns to Rock
- 1993: Colours
- 1995: Played on Pepper
- 1997: Nothing to Lose
- 2000: Blue Night
- 2004: Michael Learns to Rock
- 2008: Eternity
- 2012: Scandinavia
- 2018: Still

### Livealben
- 2007: The Best of Michael Learns to Rock – Live

### Kompilationen
- 1996: Paint My Love – Greatest Hits
- 1999: MLTR
- 1999: Strange Foreign Beauty – Remixed & More
- 2002: 19 Love Ballads
- 2004: All The Best Of
- 2005: Frostbite
- 2007: The Best of Michael Learns To Rock – Live
- 2008: Eternity & Beyond: New Album & Greatest Hits
- 2008: I Walk This Road Alone
- 2011: Everlasting Love Songs
- 2013: The Ultimate Collection
- 2014: 25: The Complete Singles

### Singles
- 1991: My Blue Angel
- 1991: I Still Carry On
- 1991: The Actor (DK: Gold)
- 1992: Let’s Build a Room
- 1993: Sleeping Child
- 1993: Wild Women
- 1994: Out Of The Blue
- 1994: 25 Minutes
- 1994: Something Right
- 1995: Someday
- 1995: That’s Why (You Go Away)
- 1996: How Many Hours
- 1996: Love Will Never Lie
- 1996: Paint My Love
- 1997: Breaking My Heart
- 1997: Something You Should Know
- 1997: I’m Gonna Be Around
- 1998: Nothing to Lose
- 1998: Forever And a Day
- 1999: Strange Foreign Beauty
- 2000: Angel Eyes
- 2000: Blue Night
- 2001: You Took My Heart Away
- 2001: One Way Street
- 2002: The Ghost of You
- 2003: Frostbite
- 2004: Final Destination
- 2004: Salvation
- 2008: When Tomorrow Comes
- 2008: Sweetest Surprise
- 2009: It’s Gonna Make Sense
- 2012: Renovate My Life
- 2012: Any Way You Want It
- 2013: Please Forgive Me
- 2014: Silent Times
- 2014: Call on Love
- 2018: Everything You Need
- 2018: Hold on a Minute
- 2018: Hiding Away from Life

## Auszeichnungen für Musikverkäufe
| Goldene Schallplatte - Schweden - 1999: für das Album MLTR – Greatest Hits Platin-Schallplatte - Hongkong - 1997: für das Album Nothing to Lose - 1997: für das Album Paint My Love – Greatest Hits - Taiwan - 1997: für das Album Paint My Love – Greatest Hits 2× Platin-Schallplatte - Südkorea - 1997: für das Album Paint My Love – Greatest Hits 5× Platin-Schallplatte - Thailand - 1997: für das Album Paint My Love – Greatest Hits | 6× Platin-Schallplatte - Philippinen - 1997: für das Album Paint My Love – Greatest Hits - Singapur - 1997: für das Album Paint My Love – Greatest Hits 7× Platin-Schallplatte - Indonesien - 1997: für das Album Paint My Love – Greatest Hits 14× Platin-Schallplatte - Malaysia - 1997: für das Album Paint My Love – Greatest Hits |

Anmerkung: Auszeichnungen in Ländern aus den Charttabellen bzw. Chartboxen sind in ebendiesen zu finden.
| Land/RegionAuszeichnungen für Musikverkäufe (Land/Region, Auszeichnungen, Verkäufe, Quellen) | Gold     | Platin       | Verkäufe  | Quellen              |
| -------------------------------------------------------------------------------------------- | -------- | ------------ | --------- | -------------------- |
| Dänemark (IFPI)                                                                              | 2× Gold2 | Platin1      | 120.000   | ifpi.dk DK2 DK3      |
| Hongkong (IFPI/HKRIA)                                                                        | —        | 2× Platin2   | 40.000    | ifpihk.org           |
| Indonesien (ASIRI)                                                                           | —        | 7× Platin7   | 350.000   | Einzelnachweise      |
| Malaysia (RIM)                                                                               | —        | 14× Platin14 | 1.400.000 | Einzelnachweise      |
| Philippinen (PARI)                                                                           | —        | 6× Platin6   | 240.000   | Einzelnachweise      |
| Schweden (IFPI)                                                                              | Gold1    | —            | 40.000    | sverigetopplistan.se |
| Singapur (RIAS)                                                                              | —        | 6× Platin6   | 90.000    | Einzelnachweise      |
| Südkorea (KMCA)                                                                              | —        | 2× Platin2   | 60.000    | Einzelnachweise      |
| Taiwan (RIT)                                                                                 | —        | Platin1      | 50.000    | Einzelnachweise      |
| Thailand (TECA)                                                                              | —        | 5× Platin5   | 250.000   | Einzelnachweise      |
| Insgesamt                                                                                    | 3× Gold3 | 44× Platin44 |           |                      |